# St.-Thomas-Kirche (Wolfenbüttel)

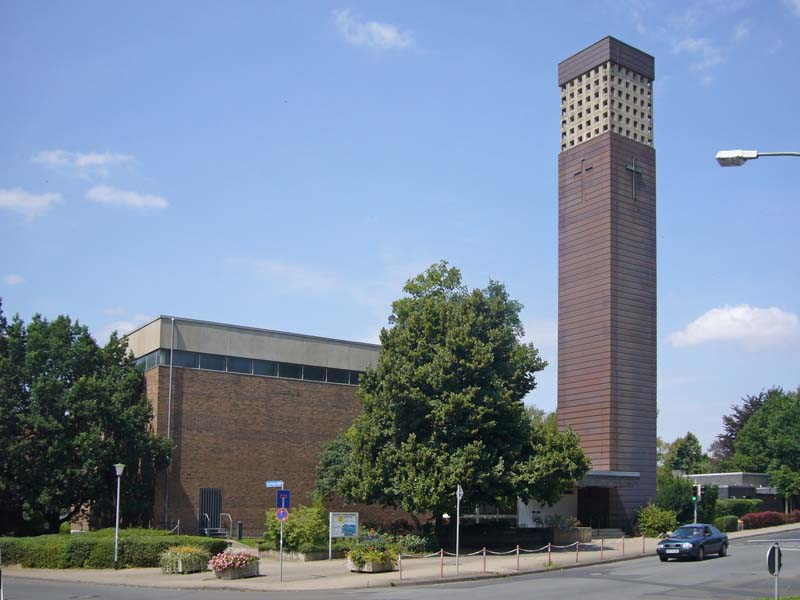
St.-Thomas-Kirche

Die St.-Thomas-Kirche ist eine Kirche im Norden der Stadt Wolfenbüttel, deren Gemeinde zur Propstei Wolfenbüttel in der  Evangelisch-lutherischen Landeskirche in Braunschweig gehört.
Die Gemeinde wurde 1960 gegründet. Sie ist damit die erste Neugründung mit eigenem Namen in Wolfenbüttel seit 1663. Vorher gehörte das Gebiet zur St.-Trinitatis-Gemeinde. Jedoch erst 1967 wurde das Gemeindezentrum mit Kirche, Gruppenräumen und Kindergarten eingeweiht. In der Übergangszeit fanden die Gottesdienste in der Aula der Fachhochschule Braunschweig/Wolfenbüttel statt. Zurzeit hat die Gemeinde 3.800 Mitglieder und ist damit die zweitgrößte evangelisch-lutherische Kirchengemeinde in Wolfenbüttel.

## Innenraum
In dem fast quadratischen Kirchenraum hängt an Stahlseilen über dem Altar ein Triptychon mit Darstellungen der Osterbotschaft. Auch das Kreuz auf dem Altar enthält keine Darstellung des gekreuzigten Christus. Die St.-Thomas-Kirche ist eine Osterkirche. 

## Orgel
1970 fand die Weihe der Hillebrand-Orgel statt. Das neubarocke Instrument (21 Register, zwei Manuale, Pedal) wurde im Jahr 2000 digital erweitert (50 Register, drei Manuale, Pedal) und erhielt einen zusätzlichen Spieltisch im vorderen Kirchenraum. Ihre Disposition lautet seitdem:
| I Rückpositiv C–g3 |         |
| Gedeckt            | 8′ *    |
| Quintade           | 8′      |
| Prinzipal          | 4′ *    |
| Nachthorn          | 4′ *    |
| Oktave             | 2′      |
| Blockflöte         | 2′ *    |
| Nasat              | 2 ⁄3′ * |
| Zimbel IV *        |         |
| Rankett            | 16′ *   |
| Krummhorn          | 8′      |
| Tremulant          |         |

| II Hauptwerk C–g3 |       |
| Bordun            | 16′   |
| Prinzipal         | 8′ *  |
| Rohrflöte         | 8′ *  |
| Gemshorn          | 8′    |
| Unda maris        | 8′    |
| Oktave            | 4′ *  |
| Kleingedackt      | 4′    |
| Quintflöte        | 2 ⁄3′ |
| Oktave            | 2′    |
| Mixtur IV–VI *    |       |
| Kornett           |       |
| Trompete          | 8′ *  |

| III Schwellwerk C–g3 |        |
| Salicional           | 16′    |
| Holzprinzipal        | 8′     |
| Bordun               | 8′     |
| Gambe                | 8′     |
| Schwebung            | 8′     |
| Prinzipal            | 4′     |
| Koppelflöte          | 4′     |
| Terzian II *         |        |
| Waldflöte            | 2′     |
| Terzflöte            | 1 3⁄5′ |
| Sifflöte             | 1′     |
| Scharff IV           |        |
| Basson               | 16′    |
| Oboe                 | 8′     |
| Tremulant            |        |

| Pedal C–f1    |         |
| Prinzipal     | 16′     |
| Subbass       | 16′ *   |
| Zartbass      | 16′     |
| Quintbass     | 10 2⁄3′ |
| Oktave        | 8′ *    |
| Gedeckt       | 8′ *    |
| Choralbass    | 4′      |
| Quintade      | 4′ *    |
| Nachthorn     | 2′      |
| Mixturbass IV |         |
| Stillposaune  | 16′ *   |
| Trompete      | 8′      |
| Trompete      | 4′ *    |

*= Pfeifenorgel von 1970
- Koppeln: I/II, III/I, III/II, I/P, II/P, III/P
- Spielhilfen: Feste und Freie Kombinationen

## Kirchenmusik
Die „Thomaskantorei“ mit ca. 70 Mitgliedern gehört zu den renommierten, anspruchsvollen Chören der Region unter der Leitung von Imke Isensee. 
Ca. 40 Kinder und Jugendliche singen in Kinderchor und Jugendchor unter der Leitung von Kantorin Luise Schiefner.
Der „Posaunenchor Wolfenbüttel“, das größte Posaunenorchester innerhalb der Evangelisch-lutherischen Landeskirche in Braunschweig, ist in der St.-Thomas-Kirche beheimatet.
Die Leitung hat der ehemalige braunschweigische Landesposaunenwart Siegfried Markowis.

## Jugendarbeit
Zurzeit bestehen vier Pfadfindergruppen des Verband Christlicher Pfadfinderinnen und Pfadfinder, eine Musicalgruppe und ein Jugendtreff.

## Glockenturm
Der Glockenturm besteht, wie die Kirche aus rotem Klinker. Er musste jedoch 2007 mit einem Mantel aus Kupferblech versehen werden, da der Stein und das Fugenmaterial sehr starke Spuren von Verwitterung zeigte.